# بخش د سنت نیکلاس
بخش د سنت نیکلاس (به اسپانیایی: Partido de San Nicolás) یک منطقهٔ مسکونی در آرژانتین است که در استان بوئنوس آیرس واقع شده‌است. بخش د سنت نیکلاس ۱٬۱۸۳ کیلومتر مربع مساحت و ۱۳۷٬۸۶۷ نفر جمعیت دارد.